# Thomas Janka
Thomas Janka es un deportista alemán que compitió para la RFA en vela en la clase Laser. Ganó una medalla de oro en el Campeonato Europeo de Laser de 1984.

## Palmarés internacional
| \| Campeonato Europeo \| Campeonato Europeo \| Campeonato Europeo \| Campeonato Europeo \| \| Año \| Lugar \| Medalla \| Clase \| \| ------------------ \| ------------------------ \| ------------------ \| ------------------ \| \| 1984 \| Medemblik (Países Bajos) \| Medalla de oro \| Laser \| |                          |                |       |
| Campeonato Europeo |                          |                |       |
| Año | Lugar                    | Medalla        | Clase |
| 1984 | Medemblik (Países Bajos) | Medalla de oro | Laser |